# Затемнювані зорі

Затемнення в подвійній системі типу Алголя

Зате́мнювані зо́рі
(затемнювані змі́нні,
затемнювані подві́йні,
фотометри́чні подвійні
) — зоряні системи, в яких спостерігається періодична зміна блиску внаслідок затемнень однієї зорі іншою. 
Затемнення можуть спостерігатися лише для тих систем, площина орбіти яких близька до променя зору. На кривих блиску зазвичай спостерігають глибокі головні (первинні) мінімуми, які повторюються з періодом, що дорівнює орбітальному, а між ними — мілкіші вторинні мінімуми. Ці зміни блиску не означають, що відбувається фізична зміна світності самих зір (хоча в тісних подвійних системах можуть відбуватися й фізичні зміни).
Загальна кількість відомих затемнюваних подвійних становить більше п'яти тисяч. Вивчення затемнюваних подвійних координується окремими комісіями Міжнародного астрономічного союзу: №26 «Подвійні й кратні зорі», №27 «Змінні зорі» та №42 «Тісні подвійні системи». 
Особлива увага, що приділяється таким системам дослідниками, зумовлена тим, що подвійні системи надають унікальну можливість визначення низки важливих характеристик зір, особливо в тому випадку, якщо відомі відстані до системи та крива зміни променевих швидкостей зір, що входять до системи. За часом затемнення можна обчислити діаметр зорі у частках великих півосей їхніх орбіт, а потім — і в абсолютному вимірі. За світністю й розмірами зір можна знайти ефективну температуру їх поверхні.

## Класифікація
Класифікація затемнюваних зір є доволі складною. У четвертому виданні загального каталогу змінних зір (GCVS4) затемнювані подвійні виділено в окремий клас (E), який поділяється на типи за трьома ознаками:
1. За формою кривої блиску.
2. За ступенем заповнення компонентами їх порожнини Роша.
3. За фізичними особливостями компонентів.

Класифікація за кожною ознакою є незалежною та має окремі позначення. Якщо систему класифіковано більш, ніж за однією ознакою, вона отримує два (чи навіть три) позначення, які поєднують через косу риску (наприклад, E/DS або EW/DW/RS).

### Класифікація за формою кривої блиску

Затемнення в подвійній системі типу β Ліри.

Класифікація за формою кривої блиску є традиційною та вважається найпростішою, хоча й застарілою. Втім, вона підходить для спостерігачів. За цією ознакою затемнювані подвійні поділяють на три типи:
- типу Алголя (EA) — на кривій блиску чітко виділяються мінімуми, вторинний мінімум зазвичай слабший (може бути взагалі відсутнім); між затемненнями блиск системи майже постійний;
- типу β Ліри (EB) — крива блиску має два нечіткі мінімуми різної глибини, а між ними блиск неперервно змінюється;
- типу W Великої Ведмедиці (EW) — на кривій блиску два нечітких мінімуми приблизно однакової глибини, між ними блиск змінюється неперервно.

У новітній редакції ЗКЗЗ виділено в окремий тип зорі, які затемнюються планетами (EP).

### Класифікація за ступенем заповнення порожнин Роша

Перетворення тісної подвійної системи внаслідок еволюції компонентів із розділеної (a, b) на напіврозділену (c) і далі на контактну (d) з подальшим утворенням спільної оболонки (e).

Поділ за цією ознакою застосовується до будь-яких подвійних систем (не лише затемнюваних). Поділяють їх на такі типи
- Розділені системи (англ. detached binaries; типи D, DM, DS, AR, DW за GCVS4) — обидві зорі не заповнили свої порожнини Роша. Припливні викривлення невеликі, зорі зберігають кулясту форму.
- Напіврозділені системи (semi-detached binaries; SD) — лише одна з зір заповнила свою порожнину Роша, речовина цієї зорі через внутрішню точку Лагранжа починає перетікати на її супутника, форма зорі викривлюється.
- Контактні системи (contact binaries; K, KE, KW) — обидві зорі заповнили свої порожнини Роша, вони мають викривлену (еліпсоїдальну) форму, іноді вся система занурена в спільну оболонку.

Ця класифікація зосереджується на процесах, які спричиняють змінність.

### Класифікація за фізичними особливостями компонентів
ЗКЗЗ виділяє такі фізичні особливості компонентів подвійних зір:
- Система містить принаймні одного гіганта чи надгіганта (GS).
- Система містить зорю Вольфа—Райє (WR)
- Система містить білого карлика (DW)
- Одним з компонентів є ядро планетарної туманності (PN)
- Система типу RS Гончих Псів (RS)